# Таламо-коленчатая вена
Таламо-коленчатые вены, они же задние таламические вены (лат. venae thalamo-geniculatae, лат. venae posteriores thalami) собирают кровь от метаталамуса, то есть от латерального и медиального коленчатых тел, и впадают в базальную вену или в вены преддверия третьего желудочка головного мозга.